# Уффорд, Роберт де, 1-й барон Уффорд
Роберт де Уффорд (англ. Robert de Ufford; 11 июня 1279 — 9 сентября 1316) — английский аристократ, 1-й барон Уффорд с 1308 года, сын Роберта де Уффорда, юстициария Ирландии.

## Биография
Роберт де Уффорд принадлежал к землевладельческому роду из Саффолка. Его отец носил то же имя, его матерью была Мэри де Сей. 13 января 1308 года Роберта в первый раз вызвали в парламент, в связи с чем он считается в историографии первым бароном Уффордом.
Роберт был женат на Сесили де Валонь, дочери сэра Роберта де Валонь и Евы де Ла Пеш. В этом браке родились Роберт де Уффорд, 2-й барон Уффорд и 1-й граф Саффолк, и сэр Ральф де Уффорд, а также дочь Ева, жена сэра Джона де Бриуса.